# STS-92
STS-92 или Полет 3А e стотната мисия на НАСА по програмата Спейс шатъл и двадесет и осми полет на совалката Дискавъри. Това е пети полет на совалка по строителството на МКС.

## Екипаж
| Пост                    | Астронавт                                   |
| ----------------------- | ------------------------------------------- |
| Командир                | Браян Дъфи четвърти космически полет        |
| Пилот                   | Памела Мелрой първи космически полет        |
| Специалист на мисията 1 | Лерой Чао трети космически полет            |
| Специалист на мисията 2 | Майкъл Лопес-Алегриа втори космически полет |
| Специалист на мисията 3 | Уилям Макартър трети космически полет       |
| Специалист на мисията 4 | Коичи Ваката (NASDA) втори космически полет |
| Специалист на мисията 5 | Питър Уайсоф четвърти космически полет      |

## Полетът
Основната цел на полета е доставка в орбита на първия сегмент от т. нар. Фермова комструкция – Z1, жироскопи, адаптер РМА-3 и две DDCU (отоплителни тръби) на МКС.
Фермата Z1 е основна и е предназначена за монтиране на първите слънчеви панели, доставени при следващия полет 4А. Жироскопите са с маса около 27 кг и са предназначени за маневриране на МКС и нейната правилна ориентация спрямо слънцето и са активирани по време на полет 5А. Модулът РМА-3 е предназначен за скачване на бъдещите модули към станцията при нейното разширение. Той е монтиран временно на модула Юнити и е първото звено на фермовата конструкция на станцията.
По време на четвъртото си излизане в открития космос астронавтите ползват нова раница за придвижване в космоса, докато всички други са „привързани“ към космическия кораб.
Поради лоши метеорологични условия полетът на совалката е удължен с 2 дни и тя се приземява в Базата на ВВС „Едуардс“ в Калифорния.

## Параметри на мисията
- Маса на совалката при старта: 115 127 кг
- Маса на совалката при приземяването: 92 741 кг
- Маса на полезния товар:9513 кг
- Перигей: 386 км
- Апогей: 394 км
- Инклинация: 51,6°
- Орбитален период: 92.3 мин

Скачване с „МКС“
- Скачване: 13 октомври 2000, 17:45 UTC
- Разделяне: 20 октомври 2000, 15:08 UTC
- Време в скачено състояние: 6 денонощия, 21 часа, 23 минути, 29 секунди.

### Космически разходки
| № | Участници                           | Начало                     | Край                       | Продължителност  |
| - | ----------------------------------- | -------------------------- | -------------------------- | ---------------- |
| 1 | Лерой Чао и Уилям Макартър          | 15 октомври 2000 14:27 UTC | 15 октомври 2000 20:55 UTC | 6 часа 28 минути |
| 2 | Майкъл Лопес-Алегриа и Питър Уайсоф | 16 октомври 2000 14:15 UTC | 16 октомври 2000 21:22 UTC | 7 часа 07 минути |
| 3 | Лерой Чао и Уилям Макартър          | 17 октомври 2000 14:30 UTC | 17 октомври 2000 21:18 UTC | 6 часа 48 минути |
| 4 | Майкъл Лопес-Алегриа и Питър Уайсоф | 18 октомври 2000 15:00 UTC | 18 октомври 2000 21:56 UTC | 6 часа 56 минути |

## Бележка
Периодът между кацането на STS-92 на 24 октомври 2000 г. в 20:59:41 UTC и старта на „Союз ТМ-31“ към МКС на 31 октомври 2000 г. в 07:52:47 UTC е последният до днешна дата (30 септември 2012 г.), през който не е имало нито един човек в космоса. Този период продължава точно 6 денонощия 10 часа 53 минути 6 секунди.

## Галерия
- Стартът на мисията.
- Стартът (видео)
- Краят на мисия STS-92: приземяването в базата „Едуардс“.
- Друг поглед към приземяването.
- кацането (видео)